# Trung tâm nghệ thuật đương đại Łaźnia

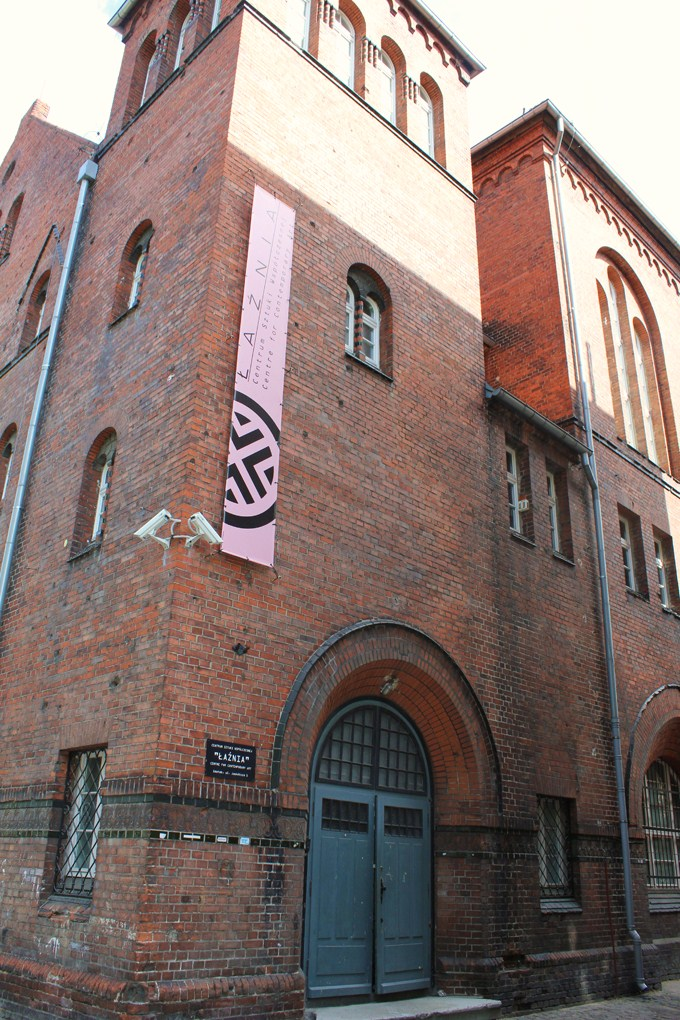
Tòa nhà Laznia

Trung tâm nghệ thuật đương đại "Łaźnia" là một tổ chức văn hóa thành phố  và là một phòng trưng bày nghệ thuật ở quận Dolne Miasto của Gdańsk, Ba Lan, nằm trong nhà tắm công cộng của thành phố bị bỏ hoang. Từ "łaźnia" có nghĩa là "nhà tắm" trong tiếng Ba Lan.

## Lịch sử của tòa nhà
Nhà tắm công cộng thành phố được xây dựng vào năm 1905, bao gồm các cơ sở giải trí và thể thao (một tòa nhà gạch ba tầng với một tầng hầm, 2 tầng, một gác mái và một trần. Trong tòa nhà ban đầu có các phòng tắm, phòng tắm và phòng vệ sinh và trên tầng hai có phòng tập thể dục. Tòa nhà đã thực hiện chức năng của mình từ cuối Thế chiến II cho đến những năm 1970. Trong giai đoạn sau, tòa nhà đã được chuyển đổi thành 'Địa điểm cho các thủ tục vệ sinh' được sử dụng bởi những người dân phòng. Trên thực tế, đây là nơi để vô hiệu hóa ô nhiễm phóng xạ cá nhân cho Nhà máy điện hạt nhân Żarnowiec. Năm 1987, nhà tắm đã ngừng hoạt động do tình trạng kỹ thuật kém và dự kiến sẽ được cải tạo hoàn toàn. Năm 1989, việc cải tạo đã bị dừng lại do thiếu vốn. Tòa nhà bị bỏ trống và rơi vào cảnh hoang tàn dần dần.

## Lịch sử của trung tâm nghệ thuật
Triển lãm đầu tiên trong việc xây dựng nhà tắm diễn ra vào năm 1992 theo sáng kiến của sinh viên Học viện Mỹ thuật (pl: Akademia Sztuk Pięknych w Gdańsku) và các nghệ sĩ liên kết với Phòng trưng bày Wyspa. Đồng thời các nghệ sĩ đã cố gắng tạo ra một tổ chức vĩnh viễn để trình làng nghệ thuật đương đại. Sau những thay đổi khác nhau về khái niệm, tổ chức này được thành lập vào năm 1998, theo dự án của nhà phê bình nghệ thuật Aneta Szyłak và giáo sư của Grzegorz Klaman của Acacdemy of Fine Arts với tư cách là Trung tâm nghệ thuật đương đại Łaźnia  và nhận được tài trợ từ ngân sách thành phố.
Các giám đốc của Laznia là Aneta Szyłak (1998-2001), Małgorzata Lisiewicz (2001-2003), Jadwiga Charzyńska (2003-hiện tại).

## Triển lãm
- "Bộ sưu tập công cộng (Re)" [8] (tiếng Ba Lan)

## Łaźnia II
"Łaźnia II" là một phần mở rộng của Łaźnia CCA, được thành lập như một phần của chương trình phục hồi chức năng của quận tại quận Novy Port thuộc Gdansk. Nó cũng được đặt trong một nhà tắm cũ, bởi 5 Dockers' Strike Street.